# Rozdział VIII
Rozdział VIII – ósmy album studyjny polskiego zespołu Goya. Został wydany 24 marca 2023 roku przez wytwórnię muzyczną Agora. Pierwszy singel pochodzący z płyty ukazał się w 2020 r. („Głębia”).
Album jest inspirowany muzyką lat 90. i twórczością takich artystów jak: Fleetwood Mac, Annie Lennox czy Kate Bush.
Album dotarł do 40. miejsca listy OLiS

## Lista utworów
Opracowano na podstawie materiału źródłowego.
| Nr  | Tytuł utworu              | Słowa            | Muzyka                                                 | Długość |
| --- | ------------------------- | ---------------- | ------------------------------------------------------ | ------- |
| 1.  | „Zgaś papierosa i odejdź” | Magdalena Wójcik | Magdalena Wójcik, Rafał Gorączkowski, Grzegorz Jędrach | 2:57    |
| 2.  | „Nie czekaj”              | Magdalena Wójcik | Magdalena Wójcik, Rafał Gorączkowski, Grzegorz Jędrach | 3:06    |
| 3.  | „Jane Austen”             | Magdalena Wójcik | Magdalena Wójcik, Rafał Gorączkowski, Grzegorz Jędrach | 3:13    |
| 4.  | „SPA”                     | Magdalena Wójcik | Magdalena Wójcik, Rafał Gorączkowski, Grzegorz Jędrach | 3:33    |
| 5.  | „Co powiesz na Rzym?”     | Magdalena Wójcik | Magdalena Wójcik, Rafał Gorączkowski, Grzegorz Jędrach | 2:48    |
| 6.  | „Hollywood”               | Magdalena Wójcik | Magdalena Wójcik, Rafał Gorączkowski, Grzegorz Jędrach | 2:59    |
| 7.  | „Zakamarki”               | Magdalena Wójcik | Magdalena Wójcik, Rafał Gorączkowski, Grzegorz Jędrach | 3:22    |
| 8.  | „Starlinki”               | Magdalena Wójcik | Magdalena Wójcik, Rafał Gorączkowski, Grzegorz Jędrach | 3:21    |
| 9.  | „Tak Cię pamiętam”        | Magdalena Wójcik | Magdalena Wójcik, Rafał Gorączkowski, Grzegorz Jędrach | 3:18    |
| 10. | „Zwiedzam Ciebie”         | Magdalena Wójcik | Magdalena Wójcik, Rafał Gorączkowski, Grzegorz Jędrach | 2:34    |
| 11. | „Głębia”                  | Magdalena Wójcik | Magdalena Wójcik, Rafał Gorączkowski, Grzegorz Jędrach | 5:02    |
|     |                           |                  |                                                        | 36:13   |